# 富沢車両基地
富沢車両基地（とみざわしゃりょうきち）は、仙台市太白区にある仙台市交通局高速鉄道部の車両基地である。仙台市地下鉄南北線の車両が所属する基地である。

## 概要
富沢駅南西に位置し、出入庫は富沢駅から繋がる入出庫線を使って行われる。南北線唯一の車両基地であり、車両清掃・洗浄や車輪削正、列車検査・月検査のほか、重要部検査・全般検査など主要な検査が行われている。発足当初より大部分の業務は外注化（委託）しており、重要部検査・全般検査は協力会社（現在はJR東日本テクノロジーと仙台交通）に委託している。列車検査・月検査と夜間の故障対応は かつては交通局直営であったが、2010年より協力会社（仙台交通）に委託している。
地下鉄開業に先立つ1985年（昭和60年）に開設された。開設当初は、仙台港から陸送で車両の搬入が行われ、搬入後の車両の試運転は地下鉄が未開業のために、構内線路を使って行われていた。
仙台市電保存館が併設されており、仙台市電の歴史を知ることができる。

### データ
- 敷地面積：約88,000 m2[2]
- 建物面積：約26,100 m2[2]（総合事務所棟・工場棟・検査庫棟など）
- 検修能力[2]（将来の最大値であり、現状はこれより少ない[2]）
  - 列車検査：18編成 / 日
  - 月検査：24編成 / 月
  - 重要部・全般検査：20編成 / 年
- 将来の最大収容数：6両編成31本（186両）[6]

### 構内施設
富沢駅から約800 mの高架構造の入出庫線が1線ある。車両基地から本線に向かって引上げ線が1線ある。構内は南側から
- 試運転線（引上げ線）1線
  - 東側にトロリー庫（保線機械車庫）、レール加工場
- 留置線 8線
- 洗浄線 2線（車両洗浄装置あり）
- 車輪転削線 1線（車輪転削庫あり）

検査庫棟
- 列車検査線 3線
- 月検査線 1線
- 入出場検査線 1線
- 臨時検査線 1線
  - 東側（検査庫棟）の向かいに工場棟[1]

## 沿革
- 1985年（昭和60年） - 仙台市交通局高速鉄道部富沢車両基地開設。
  - 車両搬入、試運転開始。
- 1987年（昭和62年）7月15日 - 仙台市地下鉄南北線開業。富沢車両基地使用開始[2]。
- 1991年（平成3年）4月25日 - 仙台市電保存館開館[7]。
- 1996年（平成8年） - 1000系追加搬入。

## 所属車両
- 仙台市交通局1000系電車 - 4両×21編成

## 仙台市電保存館
1926年（大正15年）11月25日から1976年（昭和51年）3月31日まで、市民の足として親しまれ、仙台の街を走り続けてきた仙台市電の姿を未来に伝えるための施設として、1991年（平成3年）4月25日に開館した。市電車両（3両）やモーター、台車、停留所標識、乗車券など関係資料の展示やビデオ上映などを行っている。

### 利用案内
休館日
- 月曜日（月曜日が祝日の場合は翌日）
- 祝日の翌日（土曜日、日曜日・祝日に当たる場合は開館）
- 年末年始（12月28日から翌年1月3日）

※冬期間（12月1日から翌年3月19日）は土・日曜日、祝日のみ開館
開館時間
- 午前10時～午後4時

入場料
- 無料

### 保存車両
全線廃止時に交通局では将来の市電保存館設置構想があり、下記の3両と208号車（モハ200）が、名取市の仙台市営バス南仙台営業所（のちに出張所降格後、1998年廃止）構内に保管されていた。208号車は車体腐食による、状態悪化から保存されることなく解体されている。
- 1号車（モハ1）

1925年製、木造4輪単車、1962年まで運用。廃車後は1969年に西公園で静態保存されていたが、1976年の市電廃止時には創業当時の姿に修復されてお別れ運転を行っている。
- 123号車（モハ100）

1948 - 1951年製、初の半鋼製2軸ボギー車。当初は前面は3枚窓、前後扉、ポール集電だったが、1965年にワンマン改造されて非対称の2枚窓、前中扉、Zパンタになった。全線廃止まで活躍し、5両が長崎電気軌道に譲渡、うち121号がオーストラリアのシドニー路面電車博物館に再譲渡、もう1両が仙台に戻り、旧秋保電鉄の秋保温泉駅跡に保存。長崎電気軌道に譲渡された車両は「長崎電気軌道1050形電車」として運行。2019年まで1両（117号→1051号）が在籍、イベント時などに臨時運行されていた。
- 415号車（モハ400）

1959 - 1963年製、全鋼製2軸ボギー車。当初からワンマン化する目的の前6枚窓配置、前中扉で製造。全線廃止まで運用された。415号車はラストナンバーで、仙台市電最後の新造車である。